# Акчент
Акчент (на румънски: Akcent) е румънска музикална група, създадена през 1999 г. от Адриан Сина. Текущите членове са Адриан Сина, Сорин Стефан Бротней и Михай Груя. (румънски: Adrian Sînă, Sorin Ştefan Brotnei, Mihai Gruia)

## История
Първоначалните членове на групата са Адриан Сина и неговата жена. Дебютният им румънски албум е издаден през януари 2002 г. Четири години по-късно е издаден и английски албум. През 2008 г. основателят на групата – Адриан Сина продуцира албума „Без сълзи“. Година по-късно Адриан продуцира и следващия албум – True Believers (Верни привърженици), който е един от най-успешните албуми. В албума са включени и хитове като – That's my name (Това е моето име), Stay with me (Остани с мен) и други. Същата година групата е номинирана от Балканските музикални награди за най-добра група. 2011 г. подписват с Robbins Entertainment и с тяхна помощ песента My passion се разпространява в САЩ. Същата година Адриан става жури в първи сезон на X-Factor Румъния.
През 2012 г. издават песента I'm sorry с Sandra N. По-късно песента се разпространява във Финландия, Дания и Великобритания. През 2012 г. се осъществява и турнето им в САЩ. Песните и видеата на групата са гледани над 1 милиард пъти в Youtube и имат над 2 милиона фенове във Facebook.

## Дискография

### Албуми
- Senzatzia (2000)
- În culori (2001)
- 100 bpm (2002)
- Poveste de viaţă (2003)
- S.O.S. (2004)
- Primul capitol (2005)
- King of Disco (2006)
- Fără lacrimi (2009)
- Around The World (2014)
- Dilema (2015)
- Te quiero (2015)
- Love the show (2016)

### Международни албуми
- French Kiss with Kylie (2006)
- French Kiss with Kylie (преиздание) (2007)
- True Believers (2009)